# Rødder (tv-serie)
 For alternative betydninger, se Rødder. (Se også artikler, som begynder med Rødder)
Rødder (org. titel Roots) er en amerikansk historisk drama-miniserie fra 1977, baseret på Alex Haleys roman Rødder fra 1976. I hovedrollerne ses Olivia Cole, Ben Vereen, LeVar Burton, Louis Gossett Jr. og Vic Morrow.
Serien modtog og blev nomineret til flere Emmy Awards, en Golden Globe og Peabody Award.
Serien fik to efterfølgere, miniserien Roots: The Next Generations fra 1979 og tv-filmen Roots: The Gift fra 1988. I 2016 blev der lavet et remake med samme navn.

## Medvirkende
- LeVar Burton som unge Kunta Kinte
- Olivia Cole som Matilda
- Louis Gossett Jr. som Fiddler
- Ben Vereen som Chicken George Moore
- Vic Morrow som Ames
- John Amos som ældre Kunta Kinte
- Ji-Tu Cumbuka som Bryder
- Edward Asner som Capt. Davies
- Lynda Day George som Mrs. Reynolds
- Robert Reed som Dr. William Reynolds
- Madge Sinclair som Bell Reynolds
- Chuck Connors som Tom Moore
- Sandy Duncan som Missy Anne Reynolds
- Leslie Uggams som Kizzy Reynolds
- Carolyn Jones som Mrs. Moore
- Lloyd Bridges som Evan Brent
- Georg Stanford Brown som Tom Harvey
- Brad Davis som Ol' George Johnson
- Lane Binkley som Martha Johnson
- Hilly Hicks som Lewis
- Lynne Moody som Irene Harvey
- Austin Stoker som Virgil
- Ralph Waite som Third mate Slater
- Cicely Tyson som Binta
- Thalmus Rasulala som Omoro
- Moses Gunn som Kintango
- Hari Rhodes som Brima Cesay
- Ren Woods som Fanta
- Ernest Lee Thomas som Kailuba
- Lorne Greene som John Reynolds
- Scatman Crothers som Mingo
- George Hamilton som Stephen Bennett
- Lillian Randolph som Sister Sara
- Roxie Roker som Malizy
- Richard Roundtree som Sam Bennett
- Thayer David som Harlan
- Tanya Boyd som Genelva
- John Quade som Sheriff Biggs
- Maya Angelou som Nyo Boto
- O.J. Simpson som Kadi Touray
- Beverly Todd som Older Fanta
- Paul Shenar som John Carrington
- Gary Collins som Grill
- Richard Farnsworth som Trumbull
- Raymond St. Jacques som Trommeslager
- Lawrence Hilton-Jacobs som Noah
- John Schuck som Ordell
- Macdonald Carey som Squire James
- Ian McShane som Sir Eric Russell
- Doug McClure som Jemmy Brent
- Burl Ives som Sen. Arthur Justin
- Richard McKenzie som Sam Harvey
- Sally Kemp som Lila Harvey
- William C. Watson som Gardner
- Charles Cyphers som Drake
- Macon McCalman som Poston
- Brion James som Slavehandler
- Tracey Gold som unge Missy Reynolds
- Todd Bridges som Bud
- Ross Chapman som Sergeant Williams
- Grand L. Bush som tilfangetaget bortløben slave